# 저주받은 숫자
〈저주받은 숫자〉 (미국, 캐나다 현지 방영본 제목 : 〈Numbers〉)는 로스트 시즌 1의 18번째 에피소드를 말한다. 이 에피소드의 감독은 댄 아티아스, 각본은 브렌트 플렛처와 데이비드 퓨리가 맡았다. 2005년 3월 2일, ABC를 통해 첫 방영되었다. 이번 에피소드의 플래시백에서는 휴고 헐리 레예스에 이야기에 대해 다루고 있다.